# Corallium reginae
Corallium reginae is een zachte koraalsoort uit de familie Coralliidae. De koraalsoort komt uit het geslacht Corallium. Corallium reginae werd in 1907 voor het eerst wetenschappelijk beschreven door Hickson. 